# Садгора (станція)
Садго́ра — проміжна залізнична станція 5-го класу Івано-Франківської дирекції Львівської залізниці на неелектрифікованій лінії Чернівці-Північна — Ларга між станцією Чернівці-Північна (2 км) та роз'їздом Магала (8 км). Розташована у колишньому Садгірському районі міста Чернівці Чернівецької області.

## Історія
Станція відкрита у 1893 році.

## Пасажирське сполучення
Приміське сполучення здійснювалося поїздами сполученням Чернівці — Ларга — Сокиряни.
З 18 березня 2020 року приміський рух припинено на невизначений термін.